# Dorfkirche Bombeck

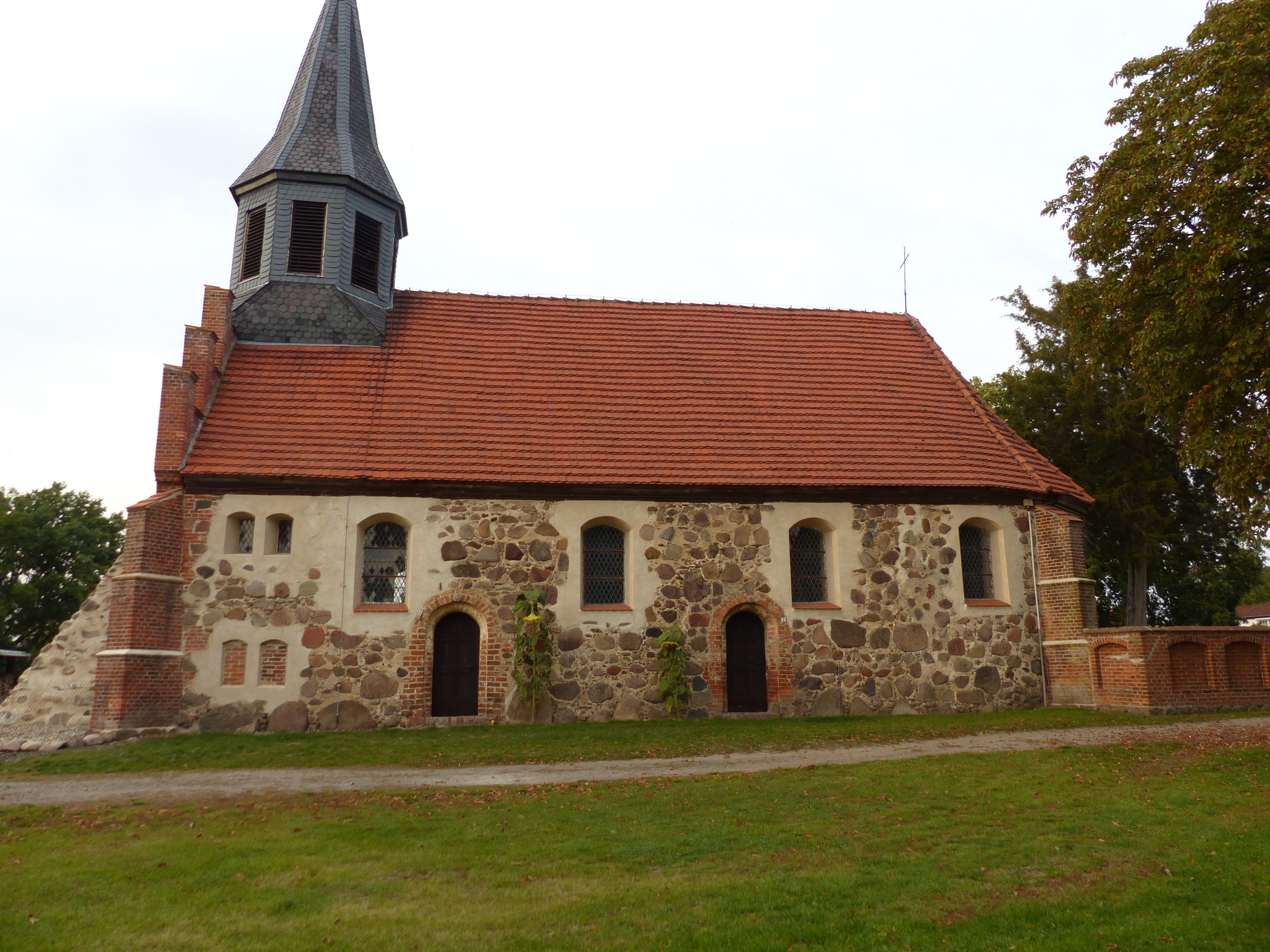
Dorfkirche Bombeck

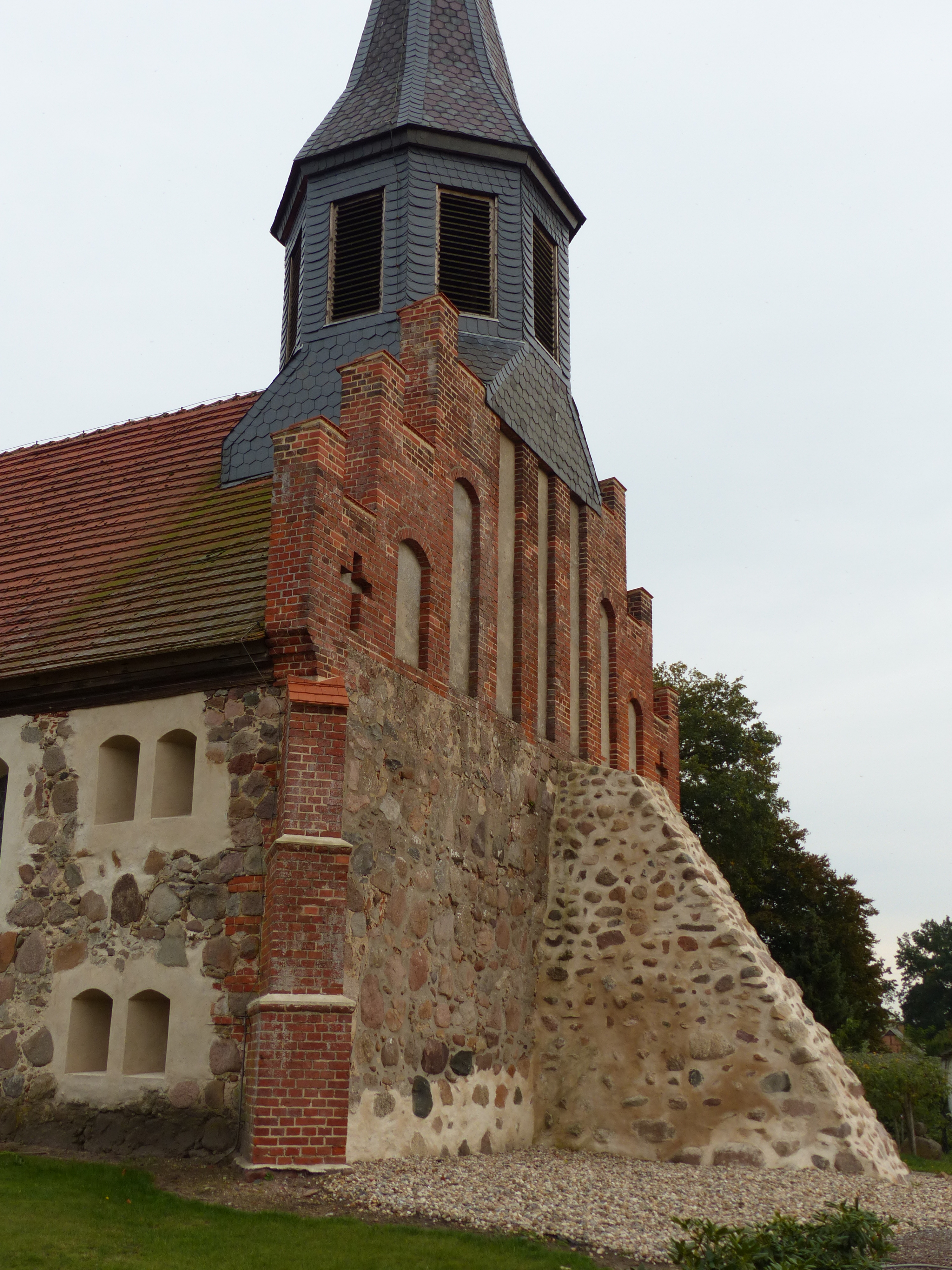
Nordwestansicht

Die evangelische Dorfkirche Bombeck (auch: St. Laurentius) ist eine spätmittelalterliche Saalkirche im Ortsteil Bombeck von Salzwedel im Altmarkkreis Salzwedel in Sachsen-Anhalt. Sie gehört zur Kirchengemeinde Bombeck im Kirchenkreis Salzwedel der Evangelischen Kirche in Mitteldeutschland.

## Geschichte und Architektur
Die Kirche ist ein langgestreckter spätmittelalterlicher Feldsteinsaal des 14./15. Jahrhunderts mit gerundetem Ostschluss, der in zwei Abschnitten errichtet wurde. Ein Anhaltspunkt für die Datierung wird aus einem Reliquiengefäß abgeleitet, das 1864 unter der Deckplatte des Altars aufgefunden wurde. Das Gefäß befindet sich jetzt im Danneil-Museum in Salzwedel. Nach einem Siegel des Verdener Weihbischofs am Gefäß, der 1509 und 1513 erwähnt wurde, wird auf eine Altarweihe in diesem Zeitraum geschlossen. An der Südseite sind zwei ursprüngliche Portale mit einfach profilierten Backsteingewänden angeordnet; in der Laibung des linken sind spätgotische Rankenmalereien und eine Renovierungsinschrift von 1748 zu finden; die Fenster wurden verändert. Der Westgiebel aus Backstein und der achteckige Dachreiter stammen wahrscheinlich von einer Restaurierung im Jahr 1867. Bei der Restaurierung des Inneren und der Ausstattung in den Jahren 1946/1947 wurden spätgotische Wandmalereien des 15. Jahrhunderts im Chorhalbrund und an der Südwand freigelegt, an letzterer stark ergänzt; dargestellt sind Heilige, meist in szenischem Zusammenhang, unter anderem der Drachenkampf des heiligen Georg, die Muttergottes im Strahlenkranz, Martyrium des heiligen Laurentius. Die Passionsdarstellungen an der Nordwand sind Neuschöpfungen von Fritz Mannewitz. Insgesamt ist schwer zu entscheiden, welche Teile Neuschöpfungen sind und welche Teile von Mannewitz vorgefunden wurden. Einige Darstellungen werden vom Landesdenkmalamt der mittelalterlichen Ausmalung zugeordnet.

## Ausstattung
Das Hauptstück der Ausstattung ist ein Schnitzretabel vom Ende des 15. Jahrhunderts; es zeigt im Schrein eine Kreuzigungsgruppe zwischen den Heiligen Martin und Laurentius, darunter die Muttergottes im Strahlenkranz zwischen den Heiligen Katharina und Barbara, in den Flügeln die zwölf Apostel.
Die prachtvolle hölzerne Kanzel ist datiert auf das Jahr 1585, in den rundbogigen Brüstungsfeldern sind qualitätvolle Malereien, alt- und neutestamentliche Szenen sowie der Heilige Laurentius, zu sehen; der Schalldeckel und die Tür stammen von 1946/47. Die Orgel ist ein Werk der Firma Erdmann & Märtens aus Neuhaldensleben mit schlichtem neugotischem Prospekt. Zur Ausstattung gehören außerdem folgende Schnitzfiguren: ein Vesperbild vermutlich aus dem zweiten Viertel des 15. Jahrhunderts, zwei kleine spätgotische Heiligenfiguren sowie ein barocker Tauf- oder Posaunenengel (deponiert). Eine Grabplatte für Johanna Elisabeth Roth († 1750) ist mit Inschrift, pflanzlichem Dekor und Wappenschmuck versehen.
Eine Glocke aus dem Jahr 1897 ist erhalten.